# جنسی اند وایومینگ
جنسی اند وایومینگ (انگلیسی: Genesee & Wyoming) شرکت ترابری آمریکایی است، که در سال ۱۸۹۹ تأسیس شد.